# Jean de La Tour
Jean de La Tour (Alvernia, 1325/1328 – Avignone, 15 aprile 1374) è stato un cardinale francese.

## Biografia
Nacque in Alvernia, probabilmente tra il 1325 ed il 1328.
Papa Gregorio XI lo elevò al rango di cardinale nel concistoro del 30 maggio 1371.
Morì il 15 aprile 1374 ad Avignone.